# Faculté de linguistique appliquée
Pour un article plus général, voir Université d'État d'Haïti.
La Faculté de linguistique appliquée (FLA) est une unité de formation et de recherche, composante de l'université d'État d'Haïti chargée de la formation de linguistes et de chercheurs dans le domaine de la linguistique.
La FLA a succédé au Centre de linguistique appliquée (CLA), fondé en 1978 pour former des spécialistes à la maîtrise de méthodologies efficaces pour l'enseignement des langues nationales, accompagner la réforme éducative, créer des outils didactiques en créole et pour le créole.
La Faculté anime depuis un quart de siècle le débat sur les langues en Haïti et assure une présence respectée dans les forums du monde créolophone.
Elle accueille (après concours) les bacheliers qui se destinent aux métiers de la communication et qui cherchent à maîtriser les méthodes et techniques d'analyse linguistique. Nombre de journalistes, de professeurs de créole et de français sont diplômés de la FLA.
Depuis 1981-1982, à côté du créole haïtien, on y enseigne le créole martiniquais. 
Le séisme de 2010 en Haïti a causé la mort de plusieurs étudiants et du doyen de la faculté, Pierre Vernet, morts dans l'effondrement de la salle de cours. En 2020, les locaux sont en reconstruction avec l'aide de l'Union européenne et de l’Agence espagnole pour la coopération internationale au développement mais une partie de la faculté est encore logée dans des hangars dégradés. En 2022, les travaux ne sont pas achevés ; les familles des étudiants tués viennent parfois visiter le lieu du drame.